# باول إيفانو
باول إيفانو (بالإنجليزية: Paul Ivano؛ بالفرنسية: Paul Ivano) هو المدير الفني ومشغل كاميرا ومصور سينمائي ومصور فرنسي وأمريكي، ولد في 13 مايو 1900 في نيس في فرنسا، وتوفي في 9 أبريل 1984 في وودلاند هيلز، كاليفورنيا في الولايات المتحدة.

## وصلات خارجية
- باول إيفانو على موقع IMDb (الإنجليزية)
- باول إيفانو على موقع ميتاكريتيك (الإنجليزية)
- باول إيفانو على موقع ألو سيني (الفرنسية)
- باول إيفانو على موقع تيرنر كلاسيك موفيز (الإنجليزية)
- باول إيفانو على موقع أول موفي (الإنجليزية)
- باول إيفانو على موقع قاعدة بيانات الأفلام السويدية (السويدية)
- باول إيفانو على موقع قاعدة بيانات الفيلم (الإنجليزية)
- باول إيفانو على موقع كينوبويسك (الروسية)